# Lorong Waktu
Lorong Waktu es una serie de televisión religiosa islámica con temática de ciencia ficción creada por Deddy Mizwar con el guionista Wahyu H.S. y dirigida por Aldisar Syafar y el propio Deddy Mizwar. Entre los personajes principales de esta serie se encuentran Deddy Mizwar, Jourast Jordy, Hefri Olifian, Christy Jusung y muchos más. Esta serie fue producida por Demi Gisela Citra Sinema y transmitida por SCTV en 1999 para coincidir con el mes de Ramadán 1420 H. La serie fue seguida por otras cinco secuelas hasta su emisión final en 2006. En 2019, la serie se rehízo en un formato animado con el título y transmitido regularmente durante el Ramadán por la estación de televisión SCTV.
En referencia a varios medios, uno de los cuales es Vice, esta serie se considera generalmente la mejor serie de televisión indonesia de temática religiosa de todos los tiempos. Mientras tanto, Kompas menciona a Lorong Waktu como la serie religiosa más extrañada por sus espectadores y se considera que nunca ha estado obsoleta, a pesar de que se graduó desde 2006.

## Elenco
- Deddy Mizwar como Haji Husin
- Jourast Jordy como Zidan
- Adjie Pangestu como Ustaz Addin (temporada 1)
- Dicky Chandra como Ustaz Addin (temporada 2)
- Hefri Olifian como Ustaz Addin (temporada 3−6)
- Christy Jusung como Sabrina (temporada 2−4)
- Aditya Novika como Sabrina (temporada 5)
- Zaskia Adya Mecca como Sabrina (temporada 6)
- Opie Kumis como Havid
- Ramdhani Qubil AJ como Jambrong
- Asrul Dahlan como Jagur